# 白鞍南鰍
白鞍南鰍（學名：Schistura albirostris）為輻鰭魚綱鯉形目條鰍科南鰍屬的其中一種。分布於亞洲寮國的Nam Ngiep流域，體長可達4.4公分，棲息在河川底層水域，生活習性不明。

## 扩展阅读
維基物種上的相關：白鞍南鰍